# Варсангали
Варсангали (сомал. Qabiilka Warsangeli, араб. قبيلة أوسنجلي‎) — сомалийская народность, субклан, являющийся часть более крупного сомалийского клана Дарод. Входит в состав конфедерации Харти («Сыновья Махмуда Харти»), объединяющую субкланы Варсангали, Дулбаханте и Маджиртин.
Представители Варсенгели проживают преимущественно на севере Африканского рога в пунтлендской провинции Санаг (восточная часть бывшей одноимённой сомалийской провинции). Государственность Варсангали насчитывает долгую историю. До конца XIX века существовал Султанат Варсангали, захваченный в 1886 британцами. До 1960 года территория Варсангали входила в состав Британского Сомали, а затем в состав объединённого Сомали, где субкланы Варсангели и Дулбаханте смогли воссоединиться с представителями других субкланов клана Дарод.
В 1998 году, спустя 7 лет после фактического прекращения существования государства Сомали, Варсангали стали непосредственными инициаторами создания государства Пунтленд, объединившего все три субклана, входящие в конфедерацию Харти. Создание Пунтленда положило начало конфронтации с соседним (также самопровозглашённым) государством Сомалиленд, претендующим на всю территорию бывшего Британского Сомали, включая всю территорию бывшей единой провинции Санаг. Периодически конфронтация приводит к военным действиям, непосредственно затрагивающим Варсангали.
После полной утраты своего влияния в Пунтленде, в 2007 году субкланом Варсангели в восточной части Санага было провозглашено собственное Сомалийское Государство Маахир, целью которого было вхождение в состав федеративного Сомали в качестве самостоятельного субъекта. На фоне войны с Сомалилендом Маахир добровольно вернулся в состав Пунтленда в 2009 году.